# 2037 Tripaxeptalis
2037 Tripaxeptalis — астероїд головного поясу, відкритий 25 жовтня 1973 року.
Тіссеранів параметр щодо Юпітера — 3,576.
Назва витікає з того, що: "(2037) = 3 x (679) Pax = 7 x (291) Alice".